# Хадзинасиос, Йоргос
Йо́ргос Хадзинасиос (греч. Γιώργος Χατζηνάσιος; род. 19 января 1942 года, Фессалоники, Центральная Македония) — греческий композитор и пианист.

## Семья
Родился в январе 1942 года в семье Агапия Хадзинасиоса, преподавателя музыки в Салоникской консерватории, который в довоенные годы считался одним из лучших саксофонистов Греции.
И по отцовской и по материнской линии Хадзинасиос принадлежит к коренным грекам македонянам – отец был уроженцем города Нигрита, Центральная Македония, мать (Анна, дочь учителя Фемистокла Зографоса) была уроженкой села Галатиста на полуострове Халкидики, Центральная Македония.
Дед композитора по отцовской линии, купец Георгиос Хадзинасиос, был выпускником константинопольской Великой школы нации.
Прадед композитора, Афанасий, совершил со своим сыном паломничество в Святую землю, после чего за ним, по аналогии с мусульманским хадж/хаджи, закрепилась прозвище/фамилия Хадзинасиос (Хадзис – Афанасиос).
Дед по материнской линии был иконописцем на Афоне, откуда и происходит прозвище/фамилия рода матери (Зографос на греческом означает художник).

## Музыкальное образование
Хадзинасиос получил свои первые уроки игры на фортепиано в возрасте 6 лет в Македонском музыкальном училище Салоник у преподавателя Эпаминонда Флороса, продолжил учёбу в Государственной консеватории Салоник у профессора Антулы Хидироглу.
Продолжил учёбу в Афинской консерватории в классе профессора Фарантатоса и в Национальной консерватории в классе профессора Критикоса.
Завершил своё музыкальное образование в Париже, где учился композиции, оркестровке и дирижированию.

## Признание
В возрасте 14 лет, Хадзинасиос был известным пианистом, с особым уклоном в джазе, сохраняя при этом любовь к греческой музыке.
Его карьера композитора началась в 1972 году, когда он записал диск «4 — 5 — 3», после чего записал множество дисков в Греции и за её рубежами, многие из которых были отмечены золотыми и платиновыми отличиями дискографическими компаниями.
Из 45 дисков Хадзинасиоса самыми характерными для его творчества являются: «Маршрут» (Η Διαδρομή), «Альбом» (Λεύκωμα), «Сегодня», «Синаксарьи» (Συναξάρια), «Одиннадцатая заповедь» (Ενδεκάτη Εντολή), «Урок сольфеджио» (одноимённая песня представляла Грецию на Евровидении 1977 года), «Атака любви» и др.
На некоторых дисках, автором которых был Хадзинасиос, его имя замалчивалось, поскольку у Хадзинасиоса не было контракта с выпускавшими их компаниями (Диск певицы Нены Венецану, «Метаморфозы» (Μεταμορφώσεις), «Право» (Δικαίωμα), «Через молитвы» (Δι' ευχών), «Крашенные красные волосы» (Βαμμένα κόκκινα μαλλιά", «Эй»(Έι), «По дороге с медными трубами» (Στο δρόμο με τα χάλκινα), «Песни о месяцах» (Τραγούδια για τους μήνες), «Как просыпающийся вулкан» (Σαν ηφαίστειο που ξυπνά) и др)
Будучи коренным греком македонянином, он не преминул выпустить диск традиционных песен Македонии, в его оркестровке и в исполнении македонянина Манолиса Мицяса.
Событиями в музыкальной жизни страны стали музыкальные «встречи» Хадзинасиоса с греческим и французским (в начале карьеры) пианистом и композитором Яннисом Спаносом, чей песенный стиль и стиль игры на пианино был близок Хадзинасиосу, после чего были выпущены диски «Большая встреча» и «Музыкальный вызов — Спанос & Хадзинасиос» (1984).

## В кинематографе, театре и на телевидении
Хадзинасиос написал музыку к 38 кинолентам, таким как “Сладкая банда” (Γλυκιά Συμμορία), “Knock Out”, “Нищие SA” (Πάμπτωχοι Α.Ε.), “Крючок” (Το Αγκίστρι), “Ты и я” (Εσύ κι Εγώ), “Утренний патруль” (Πρωινή Περίπολος), “Shirley Valentine” и др.
Он также написал музыку для 25 театральных постановок.
В числе его работ на телевидении, музыка для таких телефильмов и сериалов как: “Тайная помолвка”, “Моя дорогая София”, “Чёрная куколка” (Μαύρη Χρυσαλίδα), (полицейское) “Отделение нравов” (Τμήμα Ηθών), “Сторона посмешища” (Γελοίον του Πράγματος), “Дороги города”, “Прикосновение души”, “Границы любви”, “Крылья Эроса” (Τα Φτερά του Έρωτα), “Поцелуй жизни”.

## Пианист
В качестве солиста фортепиано Хадзинасиос дал концерты в Греции и за её рубежами, в Carnegie Hall, в Concert House Вены, в White House Лондона, на Кипре, в Софии и др.
В 1985 году Хадзинасиос написал оперу «Эль Греко», посвящённую жизни и творчеству великого критского и испанского художника Доменика Теотокопулоса.
В форме концерта для фортепиано, Хадзинасиос представил оперу в Греции и за рубежом.
В 2006 году Хадзинасиос выпустил диск 17 своих песен, в переложении для фортепиано и в собственном исполнении.

## Симфоническая музыка
Хадзинасиос написал музыку к поэме “Монограмма” нобелевского лауреата Одиссея Элитиса и к византийской трилогии о Падении Константинополя.
В рамках мероприятий Салоники Культурная столица Европы (1977) , Хадзинасиос представил на всемирной премьере свою “Хроника падения (Константинополя” («Χρονικόν της Αλώσεως») с участием симфонического оркестра оперы Софии, хора Македонии, актёра Григориса Валтиноса в главной роли (чтеца) и Государственного театра Северной Греции.
После оперы Эль Греко, посвящённой великому критянину, Хадзинасиос создал в 2005 году симфоническую кантату посвящённую своему земляку, самому известному македонянину, Александру Македонскому . 
Его “Ода Александру Великому” («Ωδή στον Μέγα Αλέξανδρο») в форме симфонической кантаты и с участием актёров Петросом Гайтаносом и Григорисом Валтиносом с триумфальном успехом была представлена в афинском “Мегарон” (Афинский концерт-холл «Мегарон»), после чего была исполнена у Пирамиды Хеопса в Египте. 
Это же произведение Хадзинасиоса, было исполнено под руководством композитора 140 музыкантами, солистами и актёрами в афинском Одеоне Герода Аттического в 2005 году, в рамках Афинского фестиваля. .
В 2007 году, в средневековом Мистра и в рамках “Палеологиа” (утвердившихся ежегодных мероприятий памяти последнего императора Византии, Константина Палеолога), Хадзинасиос вновь представил свою «Хронику Падения» с Национальным симфоническим оркестром и хором ЕРТ (Греческая корпорация телерадиовещания).

## Членство в международных и национальных обществах
Хадзинасиос является членом британского авторского общества PRS for Music и аналогичного общества музыкальных авторов SACEM. Одновременно он является членом “Общества греческих театральных писателей, музыкантов и переводчиков”, Греческого общества защиты интеллектуальных прав (Α.Ε.Π.Ι) и членом правления Национальной сети исследований и технологии (Ε.Δ.Ε.Τ.)

## Избранная дискография
- 1972 – “4,5,3”
- 1973 – Εсть ещё у Бога
- 1973 - Маршрут
- 1974 – Белое чёрное
- 1975 - Контрасты
- 1975 - Грек сегодня
- 1976 - Альбом
- 1977 – Урок сольфеджио
- 1978 – Буду должен тебе
- 1978 – Маринелла сегодня
- 1979 – Картины
- 1980 – Без удостоверения
- 1981 - Синаксарьи
- 1983 – Тебе неизвестному
- 1984 - Метаморфозы
- 1985 – Одиннадцатая заповедь (Мускури, Нана[10]
- 1986 – Игра для двух
- 1987 - Право
- 1988 – Маленькие революции
- 1988 – Горький поцелуй
- 1991 – Атака любви
- 1992 – Через молитвы
- 1993 – Крашенные красные волосы
- 1994 – При закрытых дверях
- 1994 – Эй
- 1996 – Песни о месяцах
- 1997 – Прикосновение души (Хадзияннис, Михалис)
- 1997 – Как просыпающийся вулкан
- 2000 – Музыка для кинофильма «Нищие S.A.»

## Внешние ссылки
- Μονόγραμμα: